# Блаватская, Елена Петровна
Еле́на Петро́вна Блава́тская (урождённая фон Ган; 31 июля [12 августа] 1831, Екатеринослав, Российская империя — 26 апреля [8 мая] 1891, Лондон, Англия) — русский религиозный философ теософского (пантеистического) направления, литератор, публицист, оккультист и спиритуалист, путешественница.
Блаватская объявила себя избранницей некоего «великого духовного начала», а также ученицей (челой) братства тибетских махатм, которых она именовала «хранителями сокровенных знаний», и начала проповедовать авторскую версию теософии. В 1875 году в Нью-Йорке вместе с полковником Г. С. Олкоттом и адвокатом У. К. Джаджем основала Теософское общество, которое поставило перед собой задачу изучать все без исключения философские и религиозные учения с целью выявления в них истины, которая, по мнению Блаватской и её приверженцев, поможет раскрыть сверхчувственные силы человека, постичь таинственные явления в природе. Одной из главных целей общества было заявлено «образовать ядро Всемирного Братства без различия расы, цвета кожи, пола, касты и вероисповедания». Позднее штаб-квартира общества переместилась в Индию, в город Адьяр, около Мадраса; с 1895 года общество называется Теософское общество Адьяр.
Основная деятельность Блаватской проходила в США, Англии, Франции и Индии, где она открыла филиалы Теософского общества и приобрела десятки тысяч последователей. Основные сочинения написала по-английски.
Большая часть теософии Блаватской сохранилась в современной теософской литературе и заимствована из индуизма, тибетского буддизма, гностицизма и люциферианского оккультизма. Первый источник внес вклад в теософскую теорию «расового цикла», согласно которой происходит периодическая смерть и возрождение (юга) человеческой расы, избавляя человечество от слабых и старых «эго» и обеспечивая духовное развитие. На вершине нынешнего цикла человечества находятся «арийцы»; на противоположном конце стоят «лемурийцы», древняя раса, воплощающая «наименее развитые эго», которые, тем не менее, бросили вызов закону расовых циклов, пережив несколько юг вплоть до наших дней. «Тайная доктрина» рассматривает иудейскую веру как вредную для человеческой духовности. В оккультной традиции (как, например, у духовной преемницы Блаватской Алисы Бейли), лемурийцы дали начало евреям. Каждая раса несёт особую карму, причём утверждается, что страдания евреев на протяжении истории справедливо вызваны их «расовой кармой».
Некоторые авторы предполагали у Блаватской наличие способностей к ясновидению. В ходе своей деятельности Блаватская часто обвинялась в мистификации и откровенном жульничестве. Первая русская женщина, получившая гражданство США.
Влияние Блаватской простиралось далеко за пределы теософских кругов и проявилось в идеологии нацизма.

## Биография

### Детство и юность
Елена Ган была первым ребёнком в семье офицера конной артиллерийской батареи, полковника Петра Алексеевича Гана (1798—1875). Она родилась на следующий год после свадьбы родителей, в ночь на 31 июля (по новому стилю 12 августа) 1831 года в Екатеринославе. Семнадцатилетняя мать, Елена Андреевна Ган (урожд. Фадеева, дочь саратовского губернатора А. М. Фадеева,  и Елены Павловны Долгорукой, внучка генерал-майора князя П. В. Долгорукова и родная сестра Екатерины Витте, матери председателя Одесской судебной палаты Бориса Юльевича и министра путей сообщения, министра финансов, председателя Совета министров Российской империи Сергея Юльевича Витте; 1814—1842), разродилась на восьмом месяце беременности.

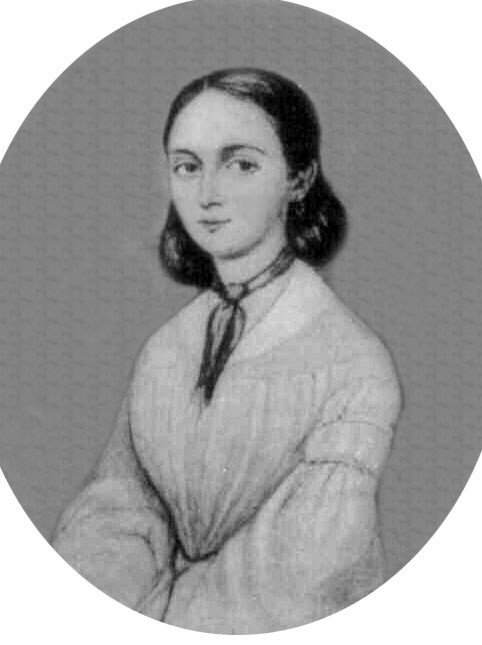
Елена Андреевна Ган, мать Елены Петровны

Из-за служебного положения отца семье приходилось часто менять место жительства. Так, через год после рождения Елены семья переехала в Романково, а в 1835 году — в Одессу, где у Елены появилась сестра Вера — будущая писательница. Далее семья побывала в Туле и Курске, а весной 1836 года прибыла в Петербург, где проживала по май 1837 года. Из Петербурга Елена Петровна с сестрой, матерью и дедом — Андреем Михайловичем Фадеевым, едут в Астрахань, где Андрей Михайлович был главным попечителем над калмыцким народом и тамошними немцами-колонистами. В 1838 году мать с маленькими девочками уезжает в Полтаву, где Елена стала брать уроки танцев, а мать стала обучать её игре на пианино. Весной 1839 года из-за ухудшения здоровья Елены Андреевны семья переехала в Одессу. Там Елена Андреевна нашла для детей гувернантку Августу Джеффрис), которая обучала их английскому языку. В ноябре, после того, как деда — Андрея Михайловича, по одобрению Николая I назначили губернатором в Саратов, к нему переехала Елена Андреевна с детьми. В Саратове, в июне 1840 года у неё родился сын Леонид.

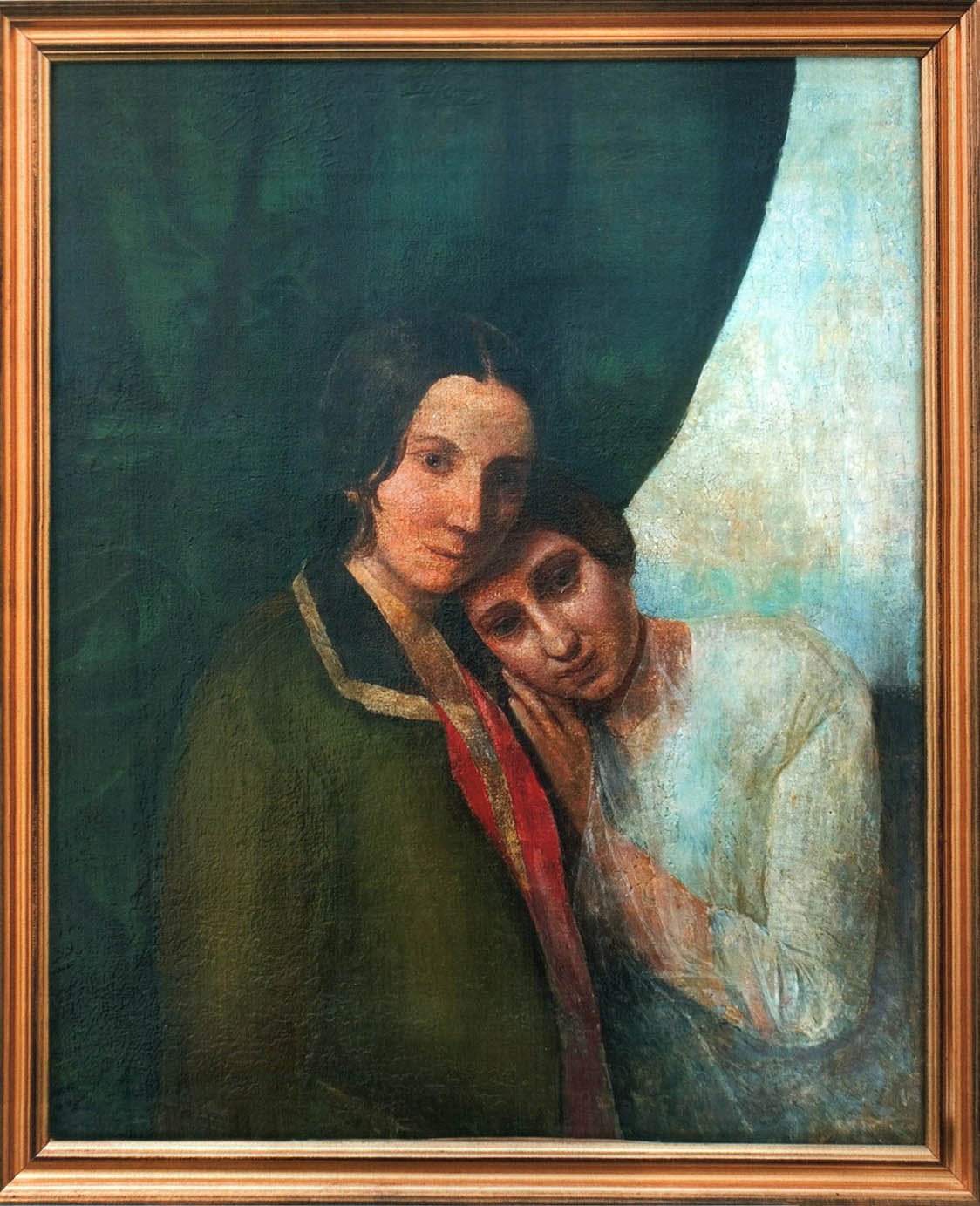
«Две Елены (Елена Ган и Елена Блаватская)». 1844—1845. По одной из версий, картина была написана Е. П. Блаватской. Музейный центр Е. П. Блаватской и её семьи

В 1841 году семья снова возвращается на территорию нынешней Украины, а 6 июля 1842 года мать Блаватской, тогда уже известная писательница, первая русская романистка, использовавшая псевдоним Зинаида Р-ва (Резникова), на двадцать восьмом году жизни умирает от скоротечной чахотки.

#### Саратовский период
После смерти матери дедушка Андрей Михайлович и бабушка Елена Павловна забрали детей к себе в Саратов, где у них началась совсем другая жизнь. Дом Фадеевых посещала саратовская интеллигенция, среди которой были историк Н. И. Костомаров и писательница Мария Жукова. Воспитанием и образованием детей теперь занималась бабушка и ещё три учителя, поэтому Блаватская получила солидное домашнее образование. Любимым местом в доме для Елены стала бабушкина библиотека, доставшаяся Долгорукой от её отца. В этой обширной библиотеке Блаватская особое внимание уделяла книгам по средневековому оккультизму.
В 1844 году Блаватская ездила в Лондон и Париж обучаться музыке.

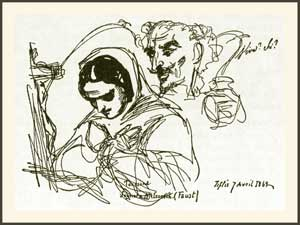
«Маргарита и Мефистофель». 1862. Рисунок Е. П. Блаватской после посещения оперы «Фауст»

#### Тифлисский период
В мае 1847 года, через восемь месяцев после гибели в результате несчастного случая князя Александра Чавчавадзе, дом Чавчавадзе на Вадзевской (ныне — Александра Чавчавадзе) улице был куплен у вдовы князя дедом Блаватской, Андреем Фадеевым, ставшим в Тифлисе членом Совета Главного управления Кавказского наместника и управляющим экспедицией государственных имуществ Закавказского края.
В 1910 году в очерке Е. Ф. Писаревой, посвящённом Блаватской, появились воспоминания Марии Григорьевны Ермоловой, жены Сергея Николаевича Ермолова, губернатора Тифлиса, которая рассказывала о событиях полувековой давности. Ермолова утверждала, что «одновременно с Фадеевыми в Тифлисе жил родственник тогдашнего наместника Кавказа, кн. Голицын, который часто бывал у Фадеевых и сильно интересовался оригинальной молодой девушкой», и что именно благодаря Голицыну (имени Голицына Ермолова не называет), который, по слухам, был «не то масоном, не то магом или прорицателем», Блаватская попыталась «войти в сношение с таинственным мудрецом Востока, куда направлялся князь Голицын». Эту версию впоследствии поддержали многие биографы Блаватской. По воспоминаниям А. М. Фадеева и В. П. Желиховской, в конце 1847 года давний знакомый Андрея Михайловича — князь Владимир Сергеевич Голицын (1794—1861), генерал-майор, начальник центра Кавказской линии, а позже тайный советник, прибыл в Тифлис и провёл там несколько месяцев, почти ежедневно посещая Фадеевых, часто вместе с молодыми сыновьями Сергеем (1823—1873) и Александром (1825—1864).
В Тифлисе зимой 1848/49 Блаватская была помолвлена с человеком намного старше её — вице-губернатором Эриванской губернии Никифором Васильевичем Блаватским. 7 июля 1849 года состоялось их венчание. Через три месяца после свадьбы, сбежав от мужа, Блаватская вернулась к своим родным, а от них, направляясь в Одессу, из порта Поти на английском паруснике «Коммодор» уплыла в Керчь, а затем в Константинополь.

### Годы странствий по версии Блаватской
Следующий период жизни биографы Блаватской описывают с затруднением, так как сама она дневников не вела, и никого из близких, кто мог бы рассказать о ней, рядом не было. В целом представление о маршруте и ходе путешествий основывается преимущественно на собственных воспоминаниях Блаватской, которые местами содержат хронологические противоречия. А. Н. Сенкевич пишет, что Пётр Алексеевич Ган, отец Блаватской, «не забывал непокорную и свободолюбивую дочь» и периодически высылал ей деньги.
По воспоминаниям князя А. М. Дондукова-Корсакова, Блаватская в 1853 году рассказывала ему, что, после побега от мужа, она через Одессу попала в Константинополь, где в течение года работала наездницей в цирке, и после того, как сломала руку, перебралась в Лондон, где дебютировала в нескольких драматических театрах.
В то же время Л. С. Клейн утверждает, что, прочтя произведения писателя Эдварда Булвер-Литтона, а особенно вышедший в 1834 году роман «Последние дни Помпеи», где велось повествование о культе Изиды в древнем Риме, в 1848 году Блаватская едет в Египет, известный как «страна пирамид, древних культов и тайных знаний, надеясь приобщиться к ним», что потом нашло отражение «в её книге „Разоблачённая Изида“ (1877, нов. изд. 1902), полной страстных обличений современной науки и вообще рационализма».
По утверждению американца Альберта Росона, в Каире Блаватская встретила его, в ту пору ещё студента, изучавшего искусство. После смерти Е. П. Блаватской А. Росон, будучи уже почётным доктором права Оксфордского университета, описал их встречу в Каире.
Покинув Ближний Восток, Блаватская вместе со своим отцом, как она сама сообщала, отправилась в путешествие по Европе. Известно, что в это время она брала уроки игры на фортепиано у Игнаца Мошелеса, известного композитора и пианиста-виртуоза, а позже, зарабатывая на жизнь, дала несколько концертов в Англии и других странах.

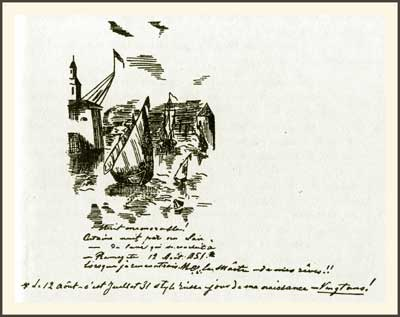
Рисунок 20-летней Елены (12 августа 1851 года)

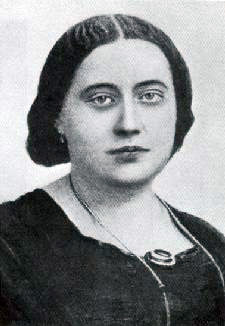
20-летняя Блаватская

Согласно Клейну Блаватская путешествовала по «Греции, Малой Азии, наконец, по Индии (была в пути до 1851 г.) и несколько раз неудачно пыталась проникнуть в Тибет».
В 1851 году в день своего рождения (12 августа), в Гайд-парке (Лондон), как утверждала сама Блаватская, она впервые встретилась с индусом-раджпутом Морией, которого прежде видела в своих снах и грёзах. Графиня Констанс Вахтмейстер, вдова шведского посла в Лондоне, со слов Блаватской передает подробности этого разговора, в котором Мория сказал, что ему «требуется её участие в работе, которую он собирается предпринять», а также, что «ей придётся провести три года в Тибете, чтобы подготовиться к выполнению этой важной задачи». По мнению Кеннета Джонсона, на ранние представления Блаватской о Мории и других её оккультных учителях повлияло франкмасонство.
В Лондоне, как сообщает В. П. Желиховская, «приобретя известность своим музыкальным талантом, … была членом филармонического общества». Здесь же, в Лондоне, как утверждала сама Блаватская, она в очередной раз встретилась со своим Учителем..
В 1858 году Блаватская провела несколько месяцев во Франции и Германии, а затем направилась в Псков к родственникам. В России Блаватская устраивала спиритические сеансы, пристрастив к этому занятию петербургское общество.
В мае 1859 года семья переехала в село Ругодево Новоржевского уезда, где Блаватская прожила почти год. Пребывание Блаватской в Ругодево закончилось её сильной болезнью, выздоровев, весной 1860 года она вместе с сестрой отправилась на Кавказ в гости к деду и бабушке.
В 1860—1863 годах путешествовала по Кавказу.
По данным Л. С. Клейна, Блаватская с 1853 года не путешествовала и на десять лет осела сначала у родных в Одессе, затем в Тифлисе. Из России в 1863 году Блаватская снова отправилась в путешествие посетив Сирию, Египет, Италию и Балканы. В это же время, пережив кораблекрушение, Блаватская смогла добраться до города Каира, где основала своё первое «Спиритическое общество» (фр. Societe Spirite), которое просуществовало недолго.
В 1867 году она несколько месяцев путешествует по Венгрии и Балканам, посетила Венецию, Флоренцию и Ментану. По данным Нандора Фодора, переодетая в мужскую одежду, 3 ноября 1867 года она, наряду с другими волонтёрами из России, — А. И. Бенни и А. Н. Якоби, — участвовала в кровопролитной битве при Ментане на стороне гарибальдийцев, была ранена.
В начале 1868 года, оправившись от ранений, Блаватская прибыла во Флоренцию. Затем отправилась через Северную Италию и Балканы, а оттуда в Константинополь.
В начале 70-х гг. XIX века Блаватская начинает проповедническую деятельность.
В 1871 году во время путешествия из порта Пирей в Египет на пароходе «Эвномия» произошёл взрыв порохового погреба, и корабль был разрушен. 30 пассажиров погибли. Блаватская избежала ранения, но осталась без багажа и денег.
В 1871 году Блаватская прибыла в Каир, где организовала Спиритическое общество (Societe Spirite) для исследования и изучения психических явлений. Вскоре общество оказалось в центре финансового скандала и было распущено.

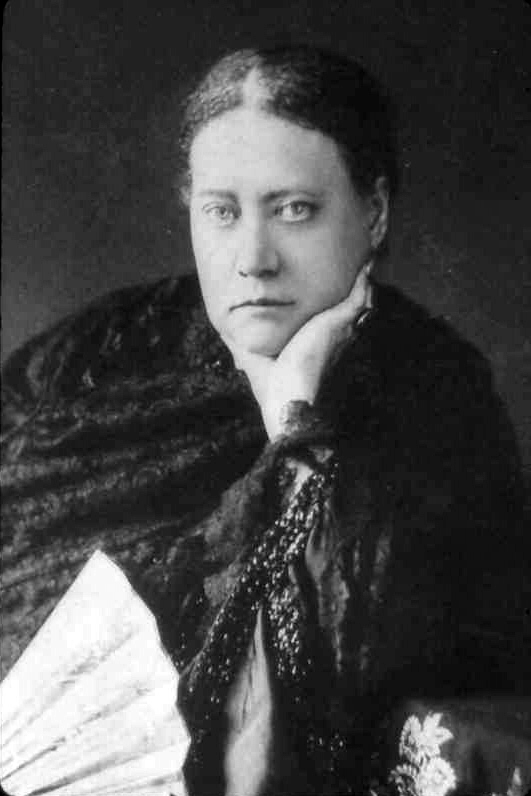
Е. П. Блаватская. 1876—1878

После отъезда из Каира Блаватская через Сирию, Палестину и Константинополь в июле 1872 года добирается до Одессы и проводит там девять месяцев.
С. Ю. Витте вспоминает, что Блаватская, «поселившись в Одессе… сначала открывает магазин и фабрику чернил, а потом цветочный магазин (магазин искусственных цветов). В это время она довольно часто заходила к моей матери… Когда я познакомился ближе с ней, то был поражён её громаднейшим талантом всё схватывать самым быстрым образом… многократно, на моих глазах, она писала длиннейшие письма стихами своим знакомым и родным… В сущности она была очень незлобливым, добрым человеком. Она обладала такими громаднейшими голубыми глазами, каких я никогда в жизни ни у кого не видел».
Находясь в Одессе, 26 декабря 1872 года она написала письмо в III отделение Собственной Его Императорского Величества канцелярии с предложением об употреблении её способностей для служения за границей или в России. Это письмо не вызвало никакой реакции у руководства тайной полиции. Но автор письма сверх того обратилась за содействием к главному жандарму Одессы, и, благодаря его конфиденциальному письму в III Отделение и секретному ответу, дело отложилось в архиве.
В заключение своего письма она писала: «Если в продолжение месяца я не получу никаких сведений, то уеду во Францию, так как ищу себе место корреспондентки в какой-нибудь торговой конторе». Из Одессы в апреле 1873 года Блаватская направилась в Бухарест навестить свою подругу, а затем в Париж, где остановилась у своего двоюродного брата Николая Гана. В конце июня того же года взяла билет до Нью-Йорка на пароходе SS City of London. Г. С. Олкотт и графиня К. Вахтмейстер сообщают, что в Гавре Блаватская, увидев бедную женщину с двумя детьми, которые не могли заплатить за проезд, обменяла свой билет первого класса на четыре билета третьего и отправилась в двухнедельное плавание третьим классом.

### Основной творческий период
В 1873 году Блаватская уезжает в Париж, затем в США, где знакомится с людьми, увлекающимися спиритизмом, в том числе с полковником Генри Стил Олкоттом, который в 1875 году вместе с ней стал одним из создателей Теософского общества.
3 апреля 1875 года оформила номинальный брак с жившим в Нью-Йорке грузином Михаилом / Майклом Бетанелли (Michael C. Betanelly), с которым развелась через три года. 8 июля 1878 года она приняла американское гражданство. New York Times по этому поводу писала: «Мадам Елена П. Блаватская была натурализована судьёй Лэрримором по гражданскому делу в особом порядке вчера».
В феврале 1879 года (по данным Колумбийской энциклопедии в 1878) Блаватская и Олькотт отбыли в Бомбей (Индия). Воспоминания Блаватской о пребывании в Индии с 1879 года были опубликованы в книге «Из пещер и дебрей Индостана», в написании которой она проявила крупный литературный талант. Книга составлена из очерков, написанных ею в период с 1879 по 1886 год под псевдонимом «Радда-Бай» и впервые появившихся в российской газете «Московские ведомости», редактором которой был известный публицист М. Н. Катков. Статьи вызвали большой интерес у читающей публики, поэтому Катков переиздал их в приложении к «Русскому вестнику», а потом опубликовал новые письма, написанные специально для этого журнала. В 1892 году книга была частично, а в 1975 году полностью переведена на английский язык.
В книге «Из пещер и дебрей Индостана» в литературной форме описаны путешествия Блаватской и Олькотта с индусскими друзьями, в том числе с Такур Гулаб-Сингом, предполагаемым учителем Блаватской.
В 1880 году Блаватская посетила буддийского монаха на Цейлоне, у которого приняла прибежище в трёх драгоценностях и пять обетов, тем самым став буддисткой.
В 1882 году Блаватской и Олкоттом была создана штаб-квартира в Адьяре (ныне — Теософское общество Адьяр), неподалёку от Мадраса.
Вскоре они познакомились с Альфредом Синнеттом, в то время редактором правительственной аллахабадской газеты The Pioneer. Синнетт всерьёз заинтересовался деятельностью Общества. Используя медиумическое посредничество Блаватской, он начал переписку с махатмами. Сам Синнетт считал, что ценность писем была значительно уменьшена таким посредничеством, и потому был против их публикации в полном объёме, отобрав для обнародования лишь те отрывки, которые, по его мнению, достаточно точно отражали мысли махатм. Переписка всё же была опубликована Альфредом Баркером в 1923 году, уже после смерти Синнетта.
Теософское общество в Индии собрало достаточно большое число последователей.
С 1879 по 1888 год Блаватская также была редактором журнала «Теософ» (англ. The Theosophist).
Утверждая, что обладает сверхъестественными способностями, Блаватская совершила поездки в Лондон и Париж, и в 1884 году была обвинена индийскими СМИ в шарлатанстве.
Вскоре после обвинения в мошенничестве в 1885 году покинула Индию вследствие ухудшившегося здоровья. После этого около двух лет она жила в Германии и Бельгии, работая над «Тайной доктриной», затем, переехав в Лондон, занялась изданием первых двух томов «Тайной доктрины» (1888), продолжая работу над третьим томом и другими книгами и статьями. В это время были написаны работы «Голос безмолвия» (1889) и «Ключ к теософии» (1889). Умерла 8 мая 1891 года, переболев гриппом. Тело её было кремировано, а пепел разделён между тремя центрами теософского движения, расположенными в Лондоне, Нью-Йорке и Адьяре, близ Мадраса (с 1895 года здесь находится штаб-квартира Теософского Общества Адьяр). День смерти Блаватской отмечается её последователями как «день Белого Лотоса».

## Учение Блаватской и Теософское общество

Индийская памятная марка к 100-летию основания Теософского общества (1975)

В России письма Е. П. Блаватской о её путешествиях под заглавиями «Из пещер и дебрей Индостана» и «Племена Голубых гор» были опубликованы под псевдонимом «Радда-Бай». В них Блаватская проявила крупный литературный талант.
В 1875 году Блаватская начала писать Isis Unveiled («Разоблаченная Изида», 1877), где выступила с критикой науки и религии и заявила, что с помощью мистицизма можно получить достоверные знания. Первый тираж в тысячу экземпляров был распродан в течение 10 дней.
Книга вызвала противоречивую реакцию критиков и общества. По мнению рецензента газеты «New York Herald», книга являлась одним из «выдающихся творений века». В. П. Желиховская, сестра Блаватской, в своей книге «Радда-Бай (правда о Блаватской)» пишет, что «Первый её капитальный труд „Разоблаченная Изида“ вызвал сотни лестных отзывов в американской, а позже и в европейской прессе» и приводит мнение архиепископа армян преосвященного Айвазовского (брата живописца, умершего в 1880 году в Тифлисе). По её свидетельству, Айвазовский написал ей, что «выше феномена появления такого сочинения из-под пера женщины» — и быть не может.
В «The Republican» работа Блаватской была названа «большим блюдом объедков», «The Sun» — «выброшенным мусором», а рецензент «New York Tribune» писал: «Знания Е. П. Блаватской грубы и не переварены, её невразумительный пересказ брахманизма и буддизма скорее основан на предположениях, чем на информированности автора».
В этом же году в Нью-Йорке вместе с Г. С. Олкоттом и У. К. Джаджем основала Теософическое общество, которое провозгласило следующие цели:
- Образовать ядро Всемирного Братства без различия расы, цвета кожи, пола, касты и вероисповедания;
- Способствовать изучению арийских и других писаний, мировых религий и разных наук, отстаивать важность значения древних азиатских источников, принадлежащих к брахманистской, буддийской и зороастрийской философиям;
- Исследовать скрытые тайны Природы во всевозможных аспектах, и в особенности психические и духовные способности, скрытые в человеке.

В 1888 году написала свой главный труд «Тайная доктрина», имеющий подзаголовок: «Синтез науки, религии и философии».
Е. Л. Митюгова пишет, что теософия Блаватской в её интерпретации «есть попытка объединить в универсальное учение все религии через раскрытие общности их глубинной сути и обнаружение тождественности смыслов их символов, все философии (включая эзотерические), все науки (включая оккультные), ибо „божественная мудрость выше человеческих разделений“».
В «Кратком философском словаре» авторы статьи о Блаватской пишут, что «учение Блаватской — теософия — ставило целью спасти от извращения архаические истины, являющиеся основой всех религий, раскрыть их единую основу, указать человеку его законное место во Вселенной. В учении отрицалось существование антропоморфного бога-творца и утверждалась вера в универсальный божественный принцип — Абсолют, вера в то, что Вселенная разворачивается сама, из своей собственной Сущности, не будучи сотворённой. Самым важным для теософии Блаватская считала очищение душ, облегчение страданий, моральные идеалы, соблюдение принципа Братства человечества. Блаватская называла себя не творцом системы, а лишь проводником Высших Сил, хранителем сокровенных знаний Учителей, Махатм, от которых она получила все теософские истины».
В. С. Соловьёв видел в теософии приспособление буддизма к потребностям европейского атеистического мышления". В «Русском обозрении» за август 1890 г. Соловьёв опубликовал статью с критической рецензией книги Блаватской «Ключ к Теософии».
Блаватская основала периодическое издание «Lucifer» и являлась его редактором совместно с Анни Безант вплоть до своей смерти в мае 1891 года.
Желиховская приводит фрагмент из письма Блаватской с объяснением этого названия.
"Что вы на меня напали за то, что я свой журнал Люцифером назвала? Это прекрасное название. Lux, Lucis — свет; ferre — носить: «Носитель света» — чего же лучше?.. Это только благодаря мильтоновскому «Потерянному раю» Lucifer стал синонимом падшего духа. Первым честным делом моего журнала будет снять поклеп недоразумения с этого имени, которым древние христиане называли Христа. Эасфорос — греков, Люцифер — римлян, ведь это название звезды утра, провозвестницы яркого света солнечного. Разве сам Христос не сказал о себе: «Я, Иисус, звезда утренняя» («Откров. Св. Иоанна XXII ст. 16)?.. Пусть и журнал наш будет, как бледная, чистая звезда зари предвещать яркий рассвет правды -слияние всех толкований по букве, в единый, по духу, свет истины!».
По инициативе Епископальной церкви США в Лондоне произошло несколько встреч. Однако, по утверждению Желиховской, письмо, написанное Блаватской в журнале «Lucifer» под заглавием «Lucifer to the Archbishop of Canterbury», прекратило конфликт. Желиховская пишет, что примас Англии заявил, что это письмо принесло «если не учению теософистов, то его проповеднице полную симпатию и уважение», а также что после этого на встречах Теософского общества стало бывать духовенство. По её сведениям, их посещала супруга епископа Кентерберийского.

### Отношение к спиритизму и медиумизму
Исследователи пишут, что существует немало слухов и рассказов о том, что Блаватская с детства была медиумом, и её жизнь сопровождали различные «паранормальные» события. Впоследствии она утверждала, что избавилась от медиумизма, полностью подчинив эти силы своей воле.
В начале 1860-х годов в России Блаватская устраивала спиритические сеансы. В. П. Желиховская в очерке «Правда о Е. П. Блаватской», опубликованном в журнале «Ребус» № 40-48 за 1883 год, например, упоминает, что Блаватская проводила спиритический сеанс для расследования убийства в селе Ругодево. В Российском гуманитарном энциклопедическом словаре приводится цитата из письма Блаватской, в котором утверждается, что большая часть её сеансов носила мистификаторский характер.
Сергей Юльевич Витте, двоюродный брат Блаватской, так вспоминал эти события: «Помню её (Блаватскую) в то время, когда она приехала в Тифлис… Лицо её было чрезвычайно выразительно; видно было, что она была прежде очень красива… Я помню, как к нам каждый вечер собиралось на эти сеансы высшее тифлисское общество… Как мне казалось, моя мать, тётка моя [Надежда] Фадеева и даже мой дядя Ростислав Фадеев — все этим увлекались… В это время адъютантами Барятинского были граф Воронцов-Дашков, теперешний (1911) наместник кавказский, оба графа Орловы-Давыдовы и Перфильев, — это были молодые люди из петербургской гвардейской jeunesse dore’e (золотой молодёжи); я помню, что они все постоянно просиживали у нас целые вечера и ночи, занимаясь спиритизмом. … Так, например, раз при мне по желанию одного из присутствующих в другой комнате начало играть фортепиано, совсем закрытое, и никто в это время у фортепиано не стоял».
Хотя в то время некоторые объясняли это медиумистическими силами, в том числе и Желиховская, сама же Блаватская, критикуя сестру, отрицала это и утверждала, что как и в России, так и всю последующую жизнь на неё влияли совсем другие силы — те, которыми пользуются индийские мудрецы, Радж-йоги. А. Н. Сенкевич утверждает, что при содействии махатмы Мории было создано «автоматическим письмом, как уверяла Блаватская, её основное произведение „Тайная доктрина“». По мнению Нандора Фодора, «Тайная доктрина» была написана по большей части в аномальном состоянии сознания автора (in a supernormal condition). Арнольд Калнитски писал, что достаточно даже поверхностного взгляда на жизнь Блаватской, чтобы убедиться, что она систематически была подвержена определённым формам того, что позднее получило название «изменённых состояний сознания».
В 1871 году, находясь в Каире, Блаватская основывает «Спиритическое общество» (Societe Spirite), по её словам, «для изучения медиумов и феноменов на основе теорий и философии Аллана Кардека, поскольку не было иного способа показать людям, как глубоко они заблуждаются». Для этого она сначала намеревалась разоблачить медиумические проявления, а потом «показать им разницу между пассивным медиумом и активным творцом [феноменов]». Предприятие закончилось провалом: в следующем письме Блаватская пишет про медиумов-любителей, которых ей удалось найти в Каире:

Они крадут деньги Общества, беспробудно пьянствуют, а теперь я поймала их на самом бессовестном обмане, когда они показывают поддельные явления членам нашего Общества, которые пришли, чтобы изучать оккультные феномены. У меня были весьма неприятные сцены с несколькими людьми, возложившими ответственность за всё это на меня одну. Поэтому пришлось их выдворить… Societe Spirite не просуществовало и двух недель — оно лежит в руинах — величественных, но вместе с тем поучительных, как и гробницы фараонов… Комедия смешалась с драмой, когда меня чуть не застрелил один сумасшедший — грек, который присутствовал на тех двух публичных сеансах, что мы успели дать, и, похоже, сделался одержим каким-то порочным духом.
Письмо заканчивается словами: «Я клянусь навсегда покончить с подобными сеансами — они слишком опасны, а у меня нет опыта и не хватает сил, чтоб справляться с нечистыми духами, которые могут подступиться к моим друзьям во время таких собраний».
Некоторые исследователи утверждают, что в США Блаватская пользовалась руководством «духа» по имени Джон Кинг. Позже Блаватская утверждала, что «Джон Кинг» был псевдонимом, которым она объясняла некоторые «феномены», а также пользовалась им, говоря о своих Учителях и их посланниках. Г. С. Олкотт писал: «Постепенно я узнал от Е. П. Б. о существовании восточных адептов и тех сил, которыми они владеют, и демонстрацией множества феноменов она убедила меня в своей способности управлять силами природы, [дотоле] приписываемой Джону Кингу».
Как утверждает Всеволод Соловьёв, в письме А. Н. Аксакову от 14 ноября 1874 года Блаватская писала: «Я „спиритка“, и „спиритуалистка“ в полном значении этих двух названий… Более 10 лет уже я спиритка и теперь вся жизнь моя принадлежит этому учению. Я борюсь за него и стараюсь посвящать оному все минуты жизни моей. Будь я богата, я бы употребила все мои деньги до последнего гроша pour la propagande de cette divine verite». По свидетельству Вс. С. Соловьёва Блаватская также заявляла о своей приверженности учению основателя спиритизма, Аллана Кардека.
Джон Факьюхар, профессор Манчестерского университета писал, что в США в период с 1873 по 1875 годы Блаватская крайне активно занималась утверждением веры в спиритизм, причём её оккультное общение, как считает Фаркьюхар, при этом происходило не с учителями из Тибета, а с духами мёртвых.
Е. И. Рерих путешественница, переводчик «Тайной Доктрины» на русский язык, подвергая в своих письмах критике явление медиумизма, отмечает осторожное отношение Блаватской к медиумам и спиритизму: 

…Пусть никто <…> не рассматривает медиумизм как дар, наоборот, это есть величайшая опасность и камень преткновения для роста духа. Медиум есть постоялый двор, есть одержание. Истинно, медиум не имеет открытых центров, и высокая психическая энергия отсутствует в нём… <…> Запомним одно правило — нельзя получать никаких Учений через медиумов. Е. П. Бл[аватская] всю свою жизнь боролась против невежественного отношения к медиумам. Существует много её статей, посвященных именно описанию опасностей, которым подвергаются люди, посещающие спиритические сеансы без достаточного знания и сильной воли.

### Теория коренных рас
Одной из спорных и противоречивых в наше время идей, в творчестве Блаватской является концепция об эволюционном цикле рас, часть которой изложена во втором томе «Тайной доктрины».
Сочинения Блаватской содержат учение об эволюционном цикле рас, сменяющих друг друга. По Блаватской, на Земле должны одна за другой сменить друг друга семь коренных человеческих рас. Первая коренная раса Земли, по её мнению, состояла из студенистых аморфных существ, вторая обладала «более определённым составом тела» и т. д Существующие в настоящее время люди представляют собой пятую по счёту коренную расу. По мнению Блаватской, духовные силы человечества в ходе этой эволюции уменьшались, пока не достигли минимума у четвёртой расы, но в настоящий момент они снова увеличиваются по мере движения нашей пятой расы к перерождению в шестую, и далее в состоящую из богоподобных людей седьмую.
Президент Американского теософического общества Эмили Силлон и член Американского теософического общества Ph.D Рене Вебер считают, что Блаватская называла расами не антропологические типы, а ступени развития, через которые проходят все человеческие души, эволюционируя посредством повторяющихся воплощений (инкарнаций). А эволюционная теория теософии предполагает развитие человечества до практически безграничного духовного раскрытия по примеру таких фигур как Будда, Христос, Моисей и Лао Цзы, которые являются идеалами человеческого устремления.
Некоторые исследователи указывают на наличие в работах Блаватской (в частности, в «Тайной доктрине») так называемых «расовых теорий» (о существовании высших и низших рас). Например, об этом пишут американские историки Джексон Спейлвогел и Дэвид Редлс в работе «Расовая идеология Гитлера: содержание и оккультные корни».
Некоторые авторы, например Д. А. Херрик, полагают — Блаватская считала, что эволюционные механизмы способствуют вымиранию низших и деградировавших рас и ведут к формированию единственной совершенной и однородной расы. В качестве примера можно привести следующую цитату Е. П. Блаватской:

Человечество ясно делится на Богом-вдохновлённых людей и на низшие существа. Разница в умственных способностях между арийскими и другими цивилизованными народами и такими дикарями, как например, островитяне Южного Моря, необъяснима никакими другими причинами. Никакое количество культуры, никакое число поколений, воспитанных среди цивилизации, не могло бы поднять такие человеческие образцы, как бушмены и веддха с Цейлона и некоторые племена Африки, на тот умственный уровень, на котором стоят арийцы, семиты и, так называемые, туранцы. «Священная Искра» отсутствует в них, и лишь они являются сейчас единственными низшими расами на этой Планете, и по счастью, — благодаря мудрому уравновесию Природы, которая постоянно работает в этом направлении — они быстро вымирают.
Оригинальный текст (англ.)Mankind is obviously divided into god-informed men and lower human creatures. The intellectual difference between the Aryan and other civilized nations and such savages as the South Sea Islanders, is inexplicable on any other grounds. No amount of culture, nor generations of training amid civilization, could raise such human specimens as the Bushmen, the Veddhas of Ceylon, and some African tribes, to the same intellectual level as the Aryans, the Semites, and the Turanians so called. The “sacred spark” is missing in them and it is they who are the only inferior races on the globe, now happily — owing to the wise adjustment of nature which ever works in that direction — fast dying out.
— Blavatsky H. P. The Secret Doctrine. Vol. 2. P. 421.
Или, например, отдельные расы людей Блаватская называет «полуживотными» (или «полулюдьми»): например, некоторые аборигены Австралии и Тасмании.
Д. А. Херрик также полагает, что, Блаватская поддерживала идею «духовного расизма», согласно которой некоторые расы духовно превосходят остальные. Так, семитскую расу (особенно арабов, но также и евреев), она называет духовно деградировавшей, хотя и достигшей совершенства в материальном аспекте.

## Отношение общественности
Отношение русской общественности конца XIX — начала XX века к деятельности Блаватской было представлено самыми разнообразными мнениями: от прямого обвинения мягко — в талантливой литературной мистификации (С. Ю. Витте) или грубо — в шарлатанстве и лицемерии (Вс. С. Соловьёв, 3. А. Венгерова), через сдержанное признание её заслуг и значимости теософского знания (С. Соловьёв, Мережковский, Вячеслав Иванов, Николай Бердяев) до их популяризации Российским Теософским обществом и Л. Н. Толстым. Идеи Блаватской получили логическое продолжение в учении Живой Этики (Агни Йога), оказали влияние на развитие русского космизма, антропософии, стали основой современного движения Нью-Эйдж.

### С. Ю. Витте
С. Ю. Витте, двоюродный брат Блаватской, в своих воспоминаниях пишет:

Я помню, что когда я познакомился в Москве с Катковым, он заговорил со мной о моей двоюродной сестре Блаватской, которую он лично не знал, но перед талантом которой преклонялся, почитая её совершенно выдающимся человеком. В то время в его журнале «Русский Вестник» печатались известные рассказы Блаватской «В дебрях Индостана», и он был очень удивлен, когда я высказал мое мнение, что Блаватскую нельзя принимать всерьез, хотя, несомненно, в ней был какой то сверхъестественный талант.
<…> она могла писать целые листы стихами, которые лились, как музыка, и которые не содержали в себе ничего серьёзного; она писала с легкостью всевозможные газетные статьи на самые серьёзные темы, совсем не зная основательно того предмета, о котором писала; могла, смотря в глаза, говорить и рассказывать самые небывалые вещи, выражаясь иначе — неправду, и с таким убеждением, с каким говорят только те лица, которые никогда кроме правды ничего не говорят. <…> Рассказывая небывалые вещи и неправду, она, по-видимому, сама была уверена в том, что то, что она говорила, действительно было, что это правда, — поэтому я не могу не сказать, что в ней было что-то демоническое, что было в ней, сказав попросту, что то чертовское, хотя, в сущности, она была очень незлобивый, добрый человек. Она обладала такими громаднейшими голубыми глазами, каких я после никогда в моей жизни ни у кого не видел, и когда она начинала что-нибудь рассказывать, а в особенности небылицу, неправду, то эти глаза все время страшно искрились, и меня поэтому не удивляет, что она имела громадное влияние на многих людей, склонных к грубому мистицизму, ко всему необыкновенному.

### Общество психических исследований
Для завоевания авторитета среди последователей Блаватская обратилась к демонстрации «нарушений законов материальной природы», которые включали падение ей в руки с потолка писем, как она утверждала, исходивших от Махатм, необъяснимые появления различных предметов (цветов, чашек, брошек), «энергообмены» и т. д. В 1884 году супругами Коломб, которые ранее были сторонниками Блаватской, были преданы огласке несколько писем, по их утверждению принадлежавших ей. В них говорилось, что эти феномены носили характер мистификации.
Отчёт Р. Ходжсона (1885 год)
Возникший по этому поводу скандал заставил Лондонское Общество психических исследований в 1885 году опубликовать отчёт комиссии Общества, в основном написанный Ричардом Ходжсоном, в котором авторы обвинили Блаватскую в мошенничестве. В частности, в отчёте Ходжсона говорилось:

Мы не видим в ней ни представительницы таинственных мудрецов, ни того менее — простой авантюристки. Мы согласны, что она заслужила своё место в истории как одна из наиболее совершенных, остроумных и интересных обманщиц нашей эпохи.
— Proceedings of the Society for Psychical Research. Vol. 3 (December 1885). Pp. 201—400
Критика отчёта
В 1986 году Обществом психических исследований была опубликована работа Вернона Харрисона, бывшего президента Королевского фотографического общества, эксперта в подлогах и фальсификациях и члена ОПИ, в которой автор утверждал, что отчёт 1885 года является ненаучным, неполным и поэтому не заслуживает доверия. После этого ОПИ опубликовало пресс-релиз «На основании нового исследования, мадам Блаватская, соучредитель Теософского Общества, была обвинена несправедливо», в котором сообщалось, что «„разоблачение“ русской по происхождению оккультистки мадам Е. П. Блаватской, с которым в 1885 году выступило ОПИ, вызывает серьёзные сомнения в связи с публикацией в „Журнале ОПИ“ (том 53, 1986, апрель) убедительной критики отчёта 1885 года». Однако было отмечено:

Общество психических исследований не выносит коллективных решений. Таким образом, это не ОПИ обвинило в 1885 году мадам Блаватскую, но только Комитет ОПИ, отчёт которого был написан, по большей части, д-ром Ходжсоном. Точно так же заключение д-ра Харрисона представляет только его личное мнение.
Исследователь Кеннет Джонсон считает, что многие вопросы, поднятые отчётом Ходжсона, в публикации Харрисона были оставлены без ответа.

### Обвинение в плагиате
Блаватскую также обвиняли в плагиате. Так, американский спиритуалист Уильям Коулмэн, автор ряда критических статей о Блаватской и теософии, появлявшихся в разных спиритуалистических журналах, заявил о наличии в книге Блаватской («Разоблачённая Изида») более двух тысяч отрывков, которые были заимствованы из ста книг, подавляющее большинство которых было взято из оккультных работ XIX столетия. Основное обвинение Коулмана состояло в том, что Блаватская якобы не работала с источниками, а почти всё взяла из «вторых рук». Эти обвинения американского исследователя, в свою очередь, были подвергнуты критике. Оказалось, что Блаватская пользовалась чужими текстами профессионально: в «Изиде» около 2400 сносок.

### Всеволод Соловьёв
На основании личного знакомства с Блаватской Всеволод Соловьёв, в 1892—1893 годах, то есть уже после смерти Е. П. Блаватской, в журнале «Русский вестник» опубликовал серию очерков о встречах с ней, под общим названием «Современная жрица Изиды». В 1893 году эти очерки вышли отдельной книгой, с посвящением «Лондонскому „Обществу для психических исследований“ и всем внимательным читателям», а в 1895 году ОПИ издало в Лондоне английский перевод под редакцией Уолтера Лифа. В книге сообщается, что во время одной из встреч Соловьёва с Блаватской она высказала ему следующее: 

Что ж делать, — говорила она, — когда для того, чтобы владеть людьми, необходимо их обманывать, когда для того, чтобы их увлечь и заставить гнаться за чем бы то ни было, нужно им обещать и показывать игрушечки… Ведь будь мои книги и «Теософист» в тысячу раз интереснее и серьёзнее, разве я имела бы где бы то ни было и какой бы то ни было успех, если б за всем этим не стояли феномены? Ровно ничего бы не добилась и давным-давно поколела бы с голоду. Раздавили бы меня, … и даже никто не стал бы задумываться, что ведь и я тоже существо живое, тоже ведь пить-есть хочу… Но я давно уж, давно поняла этих душек-людей, и глупость их доставляет мне громадное иногда удовольствие… Вот вы так «не удовлетворены» моими феноменами, а знаете ли, что почти всегда, чем проще, глупее и грубее феномен, тем он вернее удается. Я могу вам рассказать на этот счёт когда-нибудь такие анекдоты, что животики надорвете от смеху, право! Громадное большинство людей, считающих себя и считающихся умными, глупы непроходимо. Если бы знали вы, какие львы и орлы, во всех странах света, под мою свистульку превращались в ослов и стоило мне засвистеть, послушно хлопали мне в такт огромными ушами!…
Книга Вс. Соловьёва подверглась критике со стороны публициста В. П. Буренина (обладавшего весьма спорной репутацией[значимость факта?]):

Грязи, и притом самой бесцеремонной, наш изобличитель (Соловьёв) валит на «современную жрицу Изиды»… столько, что её достало бы, вероятно, для целого огромного кургана над свежей могилой этой русской женщины, которая, даже взяв в расчёт все её увлечения и заблуждения, вольные и невольные, всё же была женщина очень талантливая и замечательная… В своём усердии к изобильному излиянию грязи г. Вс. Соловьёв как будто даже забывает, что покойная была женщина, быть может, и очень слабая, очень грешная, но… достойная уважения и симпатии уже по тому одному, что таких женщин у нас немного, такие женщины у нас из ряда вон. <…> читая разоблачения г. Соловьёва, я часто невольно приходил к такому заключению: или г. Вс. Соловьёв … говоря выражением из одной комедии, «охотно привирает»; или же во время своего знакомства с жрицей Изиды он… находился не совсем в здоровом состоянии.

Критически о публикациях Соловьёва отозвался и увлекавшийся эзотерическими учениями и бывший последователем Г. И. Гурджиева писатель и теософ П. Д. Успенский:

Книжка Всеволода Соловьёва «Современная жрица Изиды», по которой многие знают о Блаватской, полна мелкой, не совсем понятной для читателя злобы, и вся состоит из сыщнического описания подсматриваний, подглядываний, выспрашиваний у прислуги и, вообще, мелочей, мелочей и мелочей, которые проверить читатель не может. А главное, то есть книги Блаватской, её жизнь и её идеи, точно совсем не существуют для автора….

В Русском биографическом словаре (1896—1918) отмечается, что к очеркам Соловьёва (впрочем, как и к книге Желиховской) «нужно относиться с крайней осторожностью».

### Блаватская как харизматический лидер

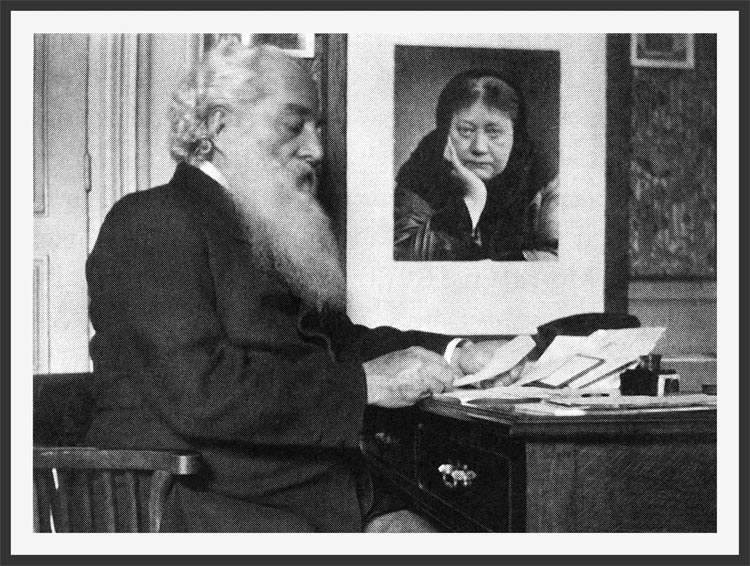
Г. С. Олкотт за рабочим столом в штаб-квартире Теософского Общества Адьяр, май 1903 года

А. Н. Сенкевич писал по поводу различных воспоминаний о Блаватской, что «каждая эпоха в истории цивилизаций заявляет о себе новыми веяниями и модами, чаще всего отражающими иррациональную природу человека и его безуспешные попытки преодолеть собственную ограниченность. Так называемые харизматические личности с их магнетическим влиянием на людей каким-то непостижимым образом улавливают эти веяния и моды и виртуозно используют в собственных интересах».
По мнению исследователя теософского движения XIX века д-ра Калнитски, первым и наиболее неоспоримым фактом, который можно установить в этой области, является то, что оно было, по большей части, сформировано и определено на основе видения и концептуального аппарата, представленных Блаватской. И без её харизматического лидерства и бескомпромиссного продвижения теософской программы, по-видимому, это движение не смогло бы достигнуть своего уникального положения. Харизматическое лидерство должно было прививать вдохновение и обеспечивать мотивационный стимул. В то же время, как харизматическая и спорная личность, Блаватская всегда провоцировала нестандартную реакцию, либо положительную, либо отрицательную, и более поздние оценки часто отражают или чрезмерное презрение по отношению к ней, или же её прославление при полном отсутствии какой-либо критики.
Одновременно с ростом мистики, окружавшей Блаватскую, укреплялась её репутация среди сторонников теософии. Таким образом, будучи признана и как активный участник различных форм экстрасенсорных исследований, и как теоретик, способный представить их детальную и исчерпывающую интерпретацию, она приобретала авторитет среди сочувствующих предложенному ею типу мировоззрения.
Блаватская была твёрдо уверена, что её предназначение состоит в том, чтобы, бросив вызов сложившимся представлениям, предложить эзотерическое видение действительности, основанное на приоритете чистых и бескомпромиссных духовных ценностей и подлинности сверхчувственных и мистических форм знания и опыта. Несмотря на цинизм критиков, она всё время утверждала, что её побуждения — альтруистические, и что её работа должна принести пользу человечеству.

### Деятели культуры о Блаватской
Я преклоняюсь перед великим духом и огненным сердцем нашей великой соотечественницы и знаю, что в будущей России имя её будет поставлено на должную высоту почитания. Елена Петровна Блаватская, истинно, наша национальная гордость. Великая Мученица за Свет и Истину. Вечная Слава ей!
— Е. И. Рерих, русский религиозный философ

Чем больше справедливых и добрых слов будет сказано о великой русской женщине [Е. П. Блаватской], тем это сейчас необходимее. Ещё недавно мы опять слышали, что некоторые люди книг не читают и в то же время со злорадством и несправедливостью невежества высказываются о том, чего они не знают и не желают. Печально, что некоторые люди желают бороться, только вовсе не там, где их борьба нужна.

Елена Ивановна [Рерих] убеждена, что на Родине будет и Институт имени Е. П. Б[лаватской]
— Н. К. Рерих, русский художник, путешественник, общественный деятель

Что бы критики ни говорили в адрес мадам Блаватской, или полковника Олкотта, или доктора Безант, их вклад в развитие гуманизма всегда будет оставаться крайне ценным.
— Махатма Ганди, один из руководителей и идеологов движения за независимость Индии, философ

Е. П. Блаватская, пожалуй, первая, после долголетнего пребывания в Индии, установила крепкую связь между этими «дикарями» и нашей культурой. Этим было положено начало одного из величайших духовных движений, которое объединяет сегодня [1910] большое число людей в «Теософском Обществе».
— В. В. Кандинский, русский живописец, график, один из основоположников абстракционизма

## Научная оценка учения
В Библиотечно-библиографической классификации, выпущенной в 2012 году тремя ведущими библиотеками России (РГБ, РНБ, БАН), теософия Е. П. Блаватской отнесена к разделу «Философия в России». В подготовке данного издания принимали участия многие специалисты в области философии и религиоведения, в том числе сотрудники кафедры философии религии и религиоведения философского факультета МГУ.
Религиоведы относят учение Е. П. Блаватской к синкретической религиозной философии. Его основные идеи заимствованы главным образом из европейской мистической и оккультной литературы, гностицизма, каббалы, а также из учений брахманизма, буддизма и индуизма. В целом в учении причудливым образом нашли отражение «мистицизм и атеизм, сравнительно-историческое религиоведение и утопизм». Н. Л. Пушкарева считает, что «теософия сама является своеобразной псевдорелигией, требующей к себе веры». Л. С. Клейн замечает, что Блаватская «проповедует эзотерический (открываемый только избранным) буддизм, разработав на его основе свою „теософию“ (букв. богомудрие), хотя идея персонифицированного Бога ей чужда. Из буддизма её теософия заимствовала идею безличного Бога.» По мнению А. В. Саввина, Е. П. Блаватская была одной из «видных идеологов оккультизма и сатанизма» .
Доктор философских наук М. С. Уланов пишет, что Е. П. Блаватская была «одним из первых русских мыслителей», обративших свой взор к мудрости Востока, и в частности к буддийской религии. Убеждённая в том, что практически все религии произошли от некоего единого источника, она пыталась найти в духовной культуре Индии те «зёрна истины», которые позднее были только развиты в других цивилизациях. Она считала, что
«исследование многочисленных религиозных форм, какие когда-либо исповедовало человечество, как в древнее, так и в последнее время подтверждает, что они возникли из доведийского брахманизма и буддизма, а нирвана есть цель, к которому они все устремлены». Блаватская отмечала «идентичность этики теософии и буддизма». Буддийская этика, с её точки зрения, «является душой теософии», и была
раньше достоянием «посвящённых» всего мира.
По мнению Н. Л. Пушкаревой, «в настоящее время в теософии видят синкретизм религии, лишенной полноценного, традиционного эзотеризма, элементов рационалистической науки (прежде всего эволюционистских теорий) и абстрактной философии, не соответствующей традиционным архетипам». Теософия Блаватской содержит в себе влияние разных религиозных направлений, особенно восточных.
Некоторые исследователи оценивают теософию Блаватской как одно из крупных современных религиозно-философских направлений Запада, а жизнь и творчество Елены Петровны — как занимающие особое место в истории философии.
Исследователи объясняют популярность учения Е. П. Блаватской в Европе тем, что оно предлагало религию, приспособленную к мышлению людей XIX века, пронизанному рационализмом и позитивизмом; в Индии оно отвечало исканиям здешних религиозных реформаторов, стремившихся связать ценности индуизма с ценностями других мировых религий.
В конце XX века резко возрос интерес — в том числе и в научных кругах — к теософской литературе. Ранее, вплоть до начала «перестройки» в середине 80-х годов XX века издание работ Е. П. Блаватской было невозможно по идеологическим мотивам. Например, «Энциклопедический словарь» 1953 года называет теософию «одной из форм мракобесия реакционной буржуазии».
Творчество Е. П. Блаватской некоторые исследователи сравнивают с творчеством русских философов, утверждая, что она стояла у истоков русского космизма (Н. Ф. Фёдоров). Учение Блаватской отразилось в теориях русских космистов, было близко русскому авангарду в философии и искусстве.

## Влияние

### Лев Толстой

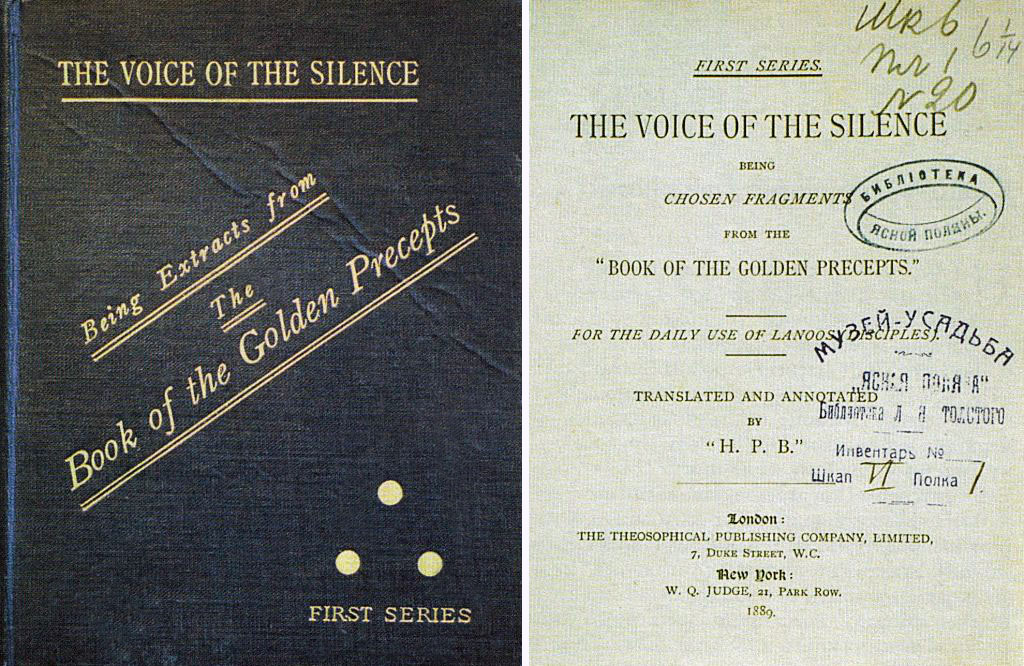
Книга «Голос Безмолвия», подаренная Е. П. Блаватской Л. Н. Толстому

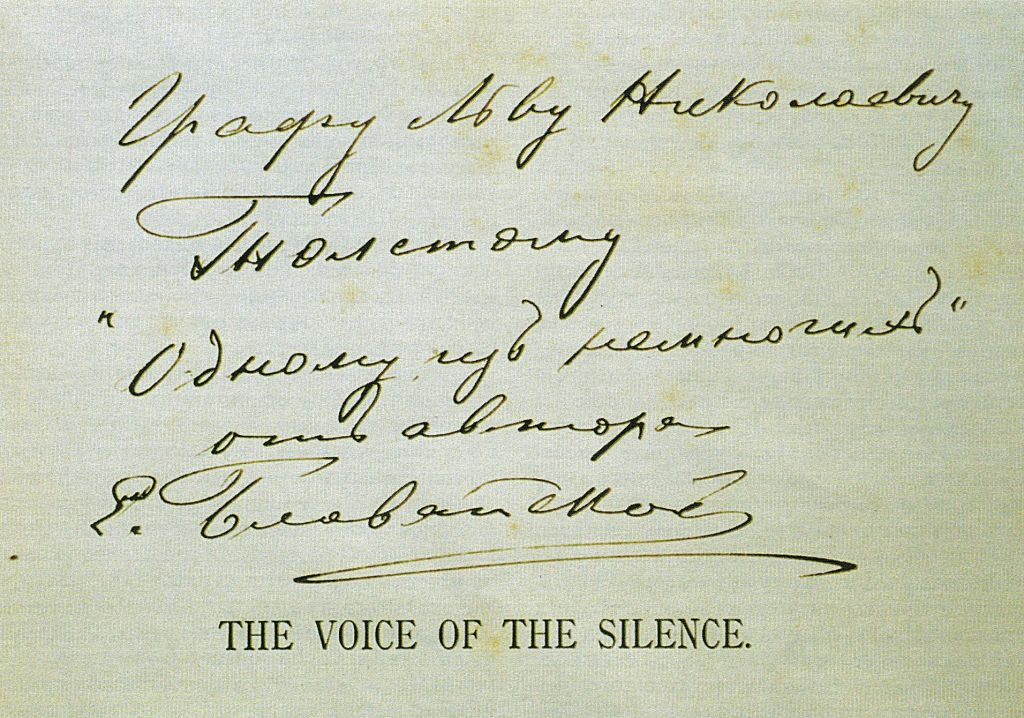
Дарственная надпись на книге Л. Н. Толстому

Один из экземпляров книги «Голос Безмолвия. Семь врат. Два пути» Е. П. Блаватская подарила Льву Толстому. Дарственная надпись черными чернилами на первой странице гласила:
Графу Льву Николаевичу Толстому “Одному из немногих” от автора Е. Блаватской.
По воспоминаниям Д. П. Маковицкого, в октябре 1906 года Л. Н. Толстой говорил о том, что Е. П. Блаватская «писала из Англии лет 15 тому назад». Следовательно, Е. Блаватская отослала Л. Толстому книгу, вскоре после её издания (1889).
Книги известные. В них много хорошего, нехорошо только то, ч[то] они говорят о том, ч[его] не дано знать человеку
— такую запись сделал Лев Толстой на конверте письма И. Лаврова от 16 августа 1909 года, спрашивающего его об отношении «к книге: Е. П. Блаватская „Голос Безмолвия. Семь врат. Два пути“ (из сокровенных индусских писаний). Перевод с английского Е. П., Калуга, 1908».
Изречения из книги, подаренной Еленой Петровной, Лев Николаевич использовал в своих книгах-напутствиях: «Мысли мудрых людей», «На каждый день», «Круг чтения» и «Путь жизни», подписывая так: «Браминская мудрость».
В комментариях к полному собранию сочинений поясняется, что редакция сделала дополнения к рукописям, указав источник: «Браминская мудрость. Из Голоса Безмолвия». Цитата из книги Л. Н. Толстого «На каждый день»:
«3 марта. Если ты хочешь постигнуть познания всеобъемлющего „я“, то ты должен прежде всего узнать самого себя. Для того, чтобы познать самого себя, ты должен пожертвовать своим „я“ всемирному „я“, и жертвуй своей жизнью, если ты хочешь жить в духе. Удаляй свои мысли от внешних вещей и всего, что представляется извне. Старайся отделять от себя возникающие образы, с тем, чтобы они не кидали темной тени на твою душу. 

Твои тени живут и исчезают. То, что в тебе вечно, то, что разумеет, принадлежит не преходящей жизни. Это Вечное есть тот человек, который был, есть и будет и час которого не пробьет никогда. Браминская мудрость».

Также Лев Николаевич Толстой в своем творчестве использовал изречения и из теософического журнала «Theosophischer Wegweiser». В дневнике Льва Толстого от 12 февраля 1903 года есть запись: 
читаю прекрасный теософич[еский] журнал, много общего с моим пониманием.
 На своем экземпляре Толстой отмечает афоризмы Рамакришны, Фомы Аквинского, Е. Блаватской из «Голоса Безмолвия».

### Александр Скрябин
Биографы выдающегося русского композитора и пианиста Александра Скрябина оставили много свидетельств о глубокой увлеченности Скрябина теософскими идеями и о его уважительном отношении к Елене Петровне. Скрябин перечитывал «Тайную Доктрину» чрезвычайно внимательно, подчеркивая наиболее значимые места карандашом. Леонид Сабанеев в книге «Воспоминания о Скрябине» (1925) писал, что «Тайная Доктрина» Блаватской, а также журналы «Вестник теософии» постоянно лежали на рабочем столе Скрябина.
«Он верил … Блаватской как ребёнок верит родителям», — пишет Л. Сабанеев — «Блаватская была для него большим священным авторитетом, чем какое-нибудь Евангелие…». В присутствии Скрябина «против Блаватской спорить было уже нельзя».
Другой биограф Скрябина, философ Б. Ф. Шлёцер, в 1923 году писал:
Не помню кто из его знакомых указал ему однажды, что в том, что он говорит о Мистерии, о слиянии всех и возвращении мира к единству - есть очень много общего с теософской доктриной, и посоветовал ему прочесть Блаватскую. Здесь, по-видимому, уже можно говорить о влиянии: Скрябин, когда я его увидел несколько месяцев спустя в Швейцарии, читал Блаватскую [...] и в беседе постоянно пользовался теософскими терминами: говорил о планах, семи расах, манвантарах и т.п. как о чём-то само собой разумеющемся, вполне ясном и неопровержимым и горячо восставал против сомнений, которые я высказывал относительности справедливости того или другого утверждения Блаватской, возражая мне с упорством и горячностью неофита. Можно было действительно подумать, что он стал правоверным теософом.

Однако, когда под влиянием его уговоров [...] я стал читать теософскую литературу, то убедился очень скоро, что языком теософским Скрябин чрезвычайно свободно пользовался для выражения своего, личного, мыслей своих, ожиданий и стремлений [...].
Вообще к Блаватской он до конца своей жизни относился с восхищением. В ней и в произведениях её, он сам признавался, привлекали его смелая попытка грандиозного синтеза, широта и глубина её замыслов, всё то, что он так ценил в другой области, и в Вагнере.

### Нацизм
Учение Блаватской повлияло на ариософию, созданную Гвидо фон Листом и Йёргом Ланцем фон Либенфельсом. Ариософы начали деятельность в Вене накануне Первой мировой войны, объединив идеи народнического (völkisch) немецкого национализма, расизма и оккультизма, который они почерпнули из теософии Блаватской. Они ставили цель предсказать и оправдать будущую эру немецкого мирового порядка и стали одними из предшественников нацизма.
Одним из связующих звеньев учения Блаватской и идеологии нацизма был барон Рудольф фон Зеботтендорф, преданный поклонник Блаватской и основатель Общества Туле, созданного в 1918 году в Мюнхене. Эта организация многое заимствовала из «Тайной доктрины». Среди её членов или близких к нему лиц было несколько будущих нацистских лидеров. Ещё в 1920 году Зеботтендорф называл евреев космическими врагами, и конечной целью, по его мнению, должно быть «очищение» от них. Другим связующим звеном был ученик Блаватской Карл Хаусхофер, чьи «геополитические» доктрины служили нацистам до и после 1933 года, и который, как предполагают некоторые, мог познакомить Гитлера с «Тайной доктриной» после их встречи в Ландсбергской тюрьме в 1924 году. Ещё один ученик Блаватской, Дитрих Эккарт, с гордостью заявлял, что посвятил Гитлера в «Тайную доктрину».

## Память

### Музей
В Днепре, родном городе Блаватской, в старинной городской дворянской усадьбе (доме Фадеевых) создан Музейный центр Е. П. Блаватской и её семьи (1990). В 1815—1834 годах усадьба принадлежала государственному и общественному деятелю А. М. Фадееву и его жене ученому-природоведу Е. П. Долгорукой-Фадеевой. В этом доме выросли их дети, и в 1831 году родилась их старшая внучка.

### Другое

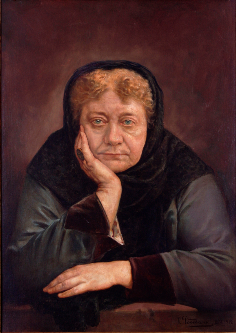
Картина Томаса Поведано

- В 1924 году известный художник, путешественник и общественный деятель Николай Рерих создал картину «Вестник», которую посвятил Елене Блаватской. 18 января 1925 года художник преподнес это произведение в дар Теософскому обществу Адьяр[163][164][аффилированный источник? 4741 день].
- В Москве 8 мая 1991 года в Колонном зале Дома союзов отмечали 100-летие со дня смерти Блаватской.[значимость факта?]
- В 2016 году её именем названа улица возле Парка им. Лазаря Глобы в Днепре (Днепропетровск).[значимость факта?]

## Факты
- В автобиографической книге «Моя жизнь» Махатма Ганди отмечал, что на его мировоззрение оказали влияние личное общение с членами Теософского общества и чтение трудов Е. П. Блаватской.

К концу второго года пребывания в Англии я познакомился с двумя теософами, которые были братьями и оба холостяками. Они заговорили со мной о «Гите». Они читали «Небесную песнь» в переводе Эдвина Арнолда и предложили мне почитать вместе с ними подлинник. Было стыдно признаться, что я не читал этой божественной поэмы ни на санскрите, ни на гуджарати. Но я вынужден был сказать, что не читал «Гиты» и с удовольствием прочту её вместе с ними… Мы начали читать «Гиту»… Книга показалась мне бесценной. Со временем я еще более укрепился в своем мнении и теперь считаю эту книгу главным источником познания истины… Братья рекомендовали мне прочесть также «Свет Азии» Эдвина Арнолда, которого я до того знал только как автора «Небесной песни». Я прочел эту книгу с еще большим интересом, чем «Бхагаватгиту». Начав читать, я уже не мог оторваться. Они свели меня также в ложу Блаватской и там познакомили с м-м Блаватской… Помнится, по настоянию братьев я прочел «Ключ к теософии» м-м Блаватской. Книга эта вызвала во мне желание читать книги по индуизму. Я не верил больше миссионерам, утверждавшим, что индуизм полон предрассудков.
- В своем письме по поводу 100-летия Анни Безант Махатма Ганди писал, что был бы более чем доволен, если бы смог «коснуться края одежд внушительной Блаватской»[166].
- В 1927 году администрация Панчен-ламы IX Тубден Чокьи Ньима (Tub-ten Chö-gyi Nyima) (1883—1937) помогла Китайскому обществу исследования буддизма в Пекине опубликовать книгу Е. П. Блаватской «Голос Безмолвия». Книга была дополнена посланием самого Панчен-ламы IX, специально для этого им написанным:

Все существа желают освободиться от страданий.

Посему ищите причины страданий и устраняйте их.

На этом пути достигается освобождение от страданий.

Посему побуждайте все существа ступить на этот путь.
- В 1989 году, в ознаменование сотой годовщины выхода в свет книги «Голос Безмолвия» Блаватской, было выпущено юбилейное издание, предисловие для которого написал Далай-лама XIV. В предисловии, озаглавленном «Путь Бодхисаттвы», Далай-лама XIV писал:

Я думаю, что эта книга оказала сильное влияние на многих людей, которые искренне ищут и стремятся приобщиться к мудрости и состраданию Пути Бодхисаттвы. Я от всей души приветствую это юбилейное издание и выражаю надежду, что оно поможет ещё очень и очень многим.
- Распространено мнение о том, что 1991 год был якобы объявлен ЮНЕСКО годом памяти Блаватской. Например, это указано на первых страницах «Тайной Доктрины» Блаватской, напечатанной в издательстве «Наука» в 1991 и 1992 годах в журнале «Вестник Российской академии наук»[147]. Однако ссылок на официальные документы ЮНЕСКО, подтверждающие факт, в этих источниках не приводится. Существуют свидетельства ряда лиц, направлявших в ЮНЕСКО запросы с просьбами подтвердить или опровергнуть эту информацию, и приводящих тексты полученных официальных писем, в которых говорилось, что «ЮНЕСКО вообще не объявляет никакие „Годы“» и занимается лишь составлением Календаря памятных дат[169]. В Календаре памятных дат ЮНЕСКО на 1990—1991 годы, который был составлен в 1989 году, имя Е. П. Блаватской не фигурирует[170].
- Все работы Блаватской по-прежнему переиздаются, подчас в нескольких редакциях. Её сочинения переведены на многие европейские языки[K 26], а также на иврит, арабский, тамильский, хинди, китайский, японский, вьетнамский и многие другие языки.
- В 1881 году Блаватская опубликовала в журнале «The Theosophist» переведённый ею отрывок из романа Ф. М. Достоевского «Братья Карамазовы» — «The Grand Inquisitor»[K 27].
- В видеоигре Return to Castle Wolfenstein 2001 года фигурирует Марианна Блаватская, верховная жрица Третьего рейха, медиум и оберфюрер вымышленной оккультной Паранормальной дивизии СС, являющаяся отсылкой к Елене Блаватской[171].
- Литературный псевдоним Радда-Бай[172].